# Romaric Yapi
Romaric Yapi (Évry, 13 juli 2000) is een Frans-Ivoriaans voetballer die doorgaans speelt als rechtsback. In februari 2024 verruilde hij SC Bastia voor Dunajská Streda.

## Clubcarrière
Yapi speelde in de jeugdopleiding van Paris Saint-Germain. Bij de Franse club kwam hij niet verder dan het tweede elftal, waarna hij in 2019 de overstap maakte naar Brighton & Hove Albion. Voor deze club maakte hij zijn debuut op 25 september 2019, toen in de League Cup gespeeld werd tegen Aston Villa. Namens Brighton scoorde Haydon Roberts, maar door doelpunten van Jota, Conor Hourihane en Jack Grealish won Aston Villa met 1–3. Yapi moest van coach Graham Potter op de reservebank beginnen en viel achttien minuten voor tijd in voor Shane Duffy. In de rest van het seizoen kwam de rechtsback niet meer in actie, net als in de jaargang erop.
In de zomer van 2021 verkaste Yapi transfervrij naar Vitesse, waar hij zijn handtekening zette onder een verbintenis voor de duur van drie seizoenen. In twee seizoenen tijd kwam Yapi tot dertig competitieduels voor Vitesse, waarvan tweeëntwintig als invaller. In september 2023 mocht hij de club verlaten, waarop hij voor drie seizoenen tekende voor SC Bastia. Bij Bastia speelde hij twaalf wedstrijden en hij mocht in de winterstop vertrekken naar Dunajská Streda.

## Clubstatistieken
| Seizoen | Club                   | Competitie     | Competitie | Competitie | Beker | Beker | Internationaal | Internationaal | Totaal | Totaal |
| Seizoen | Club                   | Competitie     | Wed.       | Dlp.       | Wed.  | Dlp.  | Wed.           | Dlp.           | Wed.   | Dlp.   |
| ------- | ---------------------- | -------------- | ---------- | ---------- | ----- | ----- | -------------- | -------------- | ------ | ------ |
| 2019/20 | Brighton & Hove Albion | Premier League | 0          | 0          | 1     | 0     | —              | —              | 1      | 0      |
| 2020/21 | Brighton & Hove Albion | Premier League | 0          | 0          | 0     | 0     | —              | —              | 0      | 0      |
| 2021/22 | Vitesse                | Eredivisie     | 14         | 0          | 2     | 0     | 3              | 0              | 19     | 0      |
| 2022/23 | Vitesse                | Eredivisie     | 16         | 0          | 0     | 0     | —              | —              | 16     | 0      |
| 2023/24 | SC Bastia              | Ligue 2        | 12         | 0          | 1     | 0     | —              | —              | 13     | 0      |
| 2023/24 | Dunajská Streda        | Niké Liga      | 8          | 1          | 1     | 0     | —              | —              | 9      | 1      |
| 2024/25 | Dunajská Streda        | Niké Liga      | 19         | 1          | 2     | 0     | 2              | 0              | 23     | 1      |
| Totaal  | Totaal                 | Totaal         | 69         | 2          | 7     | 0     | 5              | 0              | 81     | 2      |

Bijgewerkt op 29 april 2025.